# Zamek Hohenstaufen
Zamek Hohenstaufen (niem. Burg Hohenstaufen) – zabytkowy zamek nad  Hohenstaufen, dzielnicą Göppingen w Badenii-Wirtembergii (Niemcy).
Zamek Hohenstaufen był rodową siedzibą rodziny von Hohenstauf (Staufen). Został wybudowany około 1070. Kompleks znajdował się na wysokiej górze (684 m n.p.m.) nad miastem Göppingen i został zburzony w XVIII w. w celu budowy nowej twierdzy, która nigdy nie powstała. Dziś można zobaczyć pozostałości dawnej bramy, donżonu oraz piwnice budynku. Zamek otoczony jest parkiem krajobrazowym.